# Laura Omloop
Laura Omloop, född 18 maj 1999 i Berlaar, är en belgisk sångare.

## Karriär
Laura Omloops musikkarriär började år 2009 då hon representerade Belgien i Junior Eurovision Song Contest 2009 i Kiev i Ukraina med låten "Zo verliefd (Yodelo)". Hon slutade på fjärde plats med 113 poäng vilket än idag är Belgiens bästa resultat i tävlingen. Hennes bidrag nådde tredje plats på singellistan hemma i Belgien. Efter tävlingen har hon släppt två studioalbum. Det första var Verliefd som gavs ut den 29 oktober 2010 och nådde sjunde plats på den belgiska albumlistan. Det andra var Wereld vol kleuren som gavs ut den 28 oktober 2011 och nådde tolfte plats på den belgiska albumlistan. Hennes singlar "Wereld vol kleuren" och "Zijn we alleen" har också placerat sig på den belgiska singellistan där de nått plats 63 respektive 58. "Zijn we alleen" framför hon med sångaren Stan Van Samang.

## Diskografi

### Album
- 2010 - Verliefd
- 2011 - Wereld vol kleuren